# Celeste Maloy
Celeste Maloy, née le 22 mai 1981 à Cedar City (Utah), est une avocate et femme politique américaine qui représente le 2e district de l'Utah à la Chambre des représentants des États-Unis. Elle est auparavant conseillère juridique en chef du représentant américain Chris Stewart et procureure adjointe du comté de Washington. Avant sa carrière juridique, elle travaille comme écologiste pour le Service de conservation des ressources naturelles,.

## Jeunesse et éducation
Celeste Maloy est née à Cedar City, Utah, et grandit à Hiko, Nevada dans un mobile home avec cinq frères et sœurs ; sa mère vend des produits Avon, tandis que son père est pompier volontaire. Maloy est la nièce de Cliven Bundy (en) et la cousine d'Ammon Bundy (en), connus pour leur implication dans la rébellion Bundy en 2014. Elle est ensuite diplômée du Pahranagat Valley High School à Alamo, au Nevada. Après avoir obtenu son diplôme d'études secondaires, elle fréquente la Southern Utah University (en), où elle obtient son diplôme en agriculture. Elle obtient ensuite un Juris Doctor de la faculté de droit J. Reuben Clark de l'université Brigham-Young en 2015.

## Carrière
Celeste Maloy travaille pendant onze ans comme conservatrice des sols pour le Service de conservation des ressources naturelles de l'Utah,.
Après ses études de droit, elle travaille dans le comté de Washington, en tant que procureure adjointe, spécialisée dans les questions de droit foncier public impliquant la politique des terres et de l'eau. Elle défend les intérêts des propriétaires fonciers de l'Utah auprès du sous-comité des ressources naturelles de la Chambre des représentants sur la surveillance et les enquêtes. Elle continue à travailler sur les questions de droits fonciers et de propriété avec l'Association des comtés de l'Utah et le district de conservation de l'eau du comté de Washington. Son travail en tant que procureure adjointe du comté de Washington la met en contact fréquent avec le représentant américain Chris Stewart, et en 2019, elle est embauchée par celui-ci en tant que conseillère juridique en chef pour son district et les bureaux de Washington, DC.

### Chambre des représentants des États-Unis
En juin 2023, elle annonce sa candidature aux élections spéciales du 2e district de l'Utah après que le représentant Stewart a annoncé sa retraite en raison des problèmes de santé de sa femme,,. Chris Stewart soutient publiquement Celeste Maloy pour être la candidate à sa succession,.
Le 24 juin 2023, Celeste Maloy remporte la convention de nomination républicaine de l'Utah pour le 2e district. Cependant, elle doit encore faire face à une primaire, car deux autres candidats ont rassemblé suffisamment de signatures pour participer au scrutin. Elle obtient le plus de voix lors des primaires du 6 septembre, remportant l'investiture républicaine face à l'ancienne représentante de l'État Becky Edwards (en). Celeste Maloy affronte la sénatrice Kathleen Riebe (en) lors des élections générales du 21 novembre et gagne avec une marge confortable. Elle prête serment le 28 novembre 2023. Elle est réélue le 5 novembre 2024.

## Vie privée
Celeste Maloy et sa famille sont membres de l'Église de Jésus-Christ des saints des derniers jours.